# Miraflores (Oeiras)
Miraflores é uma localidade da Freguesia de Algés, Linda-a-Velha e Cruz Quebrada - Dafundo, Oeiras.
Começou por ser uma urbanização desenvolvida por Joaquín Peña Mechó (um espanhol radicado em Portugal) no princípio dos anos 70. Fez parte da Freguesia de Algés. Em 1969 teve início a construção, num conjunto de pequenas quintas, das quais ainda restam duas: a Quinta da Formiga e um reduto paralelo à Avenida dos Bombeiros Voluntários de Algés. 
O conceito da urbanização, baseado nos já então realizados em Espanha, nomeadamente nos bairros de Madrid, em que a urbanização era fechada sobre si e tinha as suas infraestruturas desportivas (no caso de Miraflores campos de ténis e piscina), bem como a novidade para a época de cada prédio ter garagem subterrânea. Os primeiros prédios ficaram prontos e muitos apartamentos foram vendidos antes do 25 de Abril. No período conturbado que se seguiu, Miraflores foi considerado (no jargão da época) uma urbanização fascista, elitista, e outros termos afins. Joaquín Peña chegou a ser detido no período do PREC, e foram levantados vários entraves ao licenciamento das obras, entre elas a não autorização da construção da garagem subterrânea no bloco de prédios da Rua Brito Pais.
Estes acontecimentos levaram à paragem da construção dos restantes prédios, bem como à paragem dos trabalhos em outros, como foi o caso do edifício onde hoje está instalado o centro comercial Dolce Vita, que só foi terminado no final dos anos 90.
A Pedreira dos Húngaros, um bairro de lata que já existia antes da revolução no resto da quinta, foi ocupada por emigrantes, sobretudo das ex-colónias.
Joaquín Peña tinha, antes da revolução, comprado terrenos noutras zonas do concelho de Oeiras e inclusive contribuído financeiramente para que a Câmara Municipal se encarregasse da construção de bairros destinados às famílias carenciadas, com o intuito de libertar os terrenos que lhe pertenciam, da construção clandestina.
Com a morte de Peña Mechó, em Março de 1987, a esposa Pilar e os filhos (Joaquín, Marta, Francisco, Paloma e Mercedes) assumem a liderança do projecto e da Habitat, a sociedade imobiliária da família, numa época em que a economia portuguesa entrou numa fase de crescimento, e novos investidores apostaram em finalizar a urbanização. Assim, desde os anos 90 até à data tem-se assistido a um renascimento, ao que não é alheio o realojamento da população, e o consequente fim, da Pedreira dos Húngaros pela Câmara Municipal de Oeiras, libertando o terreno para um jardim, mais construções e uma igreja.
Dada a qualidade das construções iniciais, e o facto de ser um bairro de população da média-alta classe média, muitas construções posteriores, se bem que não fazendo parte do projecto inicial, "colaram-se" ao nome Miraflores, alargando a área abrangida actualmente maior que a prevista e para além dos limites da Quinta de Miraflores original. 